# Ben Djerrah
Ben Djerrah (în arabă بن جراح) este o comună din provincia Guelma, Algeria.
Populația comunei este de 6.553 de locuitori (2008).